# Ecuador op de Olympische Zomerspelen 2024
Ecuador nam deel aan de Olympische Zomerspelen 2024 in Parijs, Frankrijk.

## Medailleoverzicht
| Medaille | Naam                      | Sport         | Onderdeel                | Datum            |
| -------- | ------------------------- | ------------- | ------------------------ | ---------------- |
| Goud     | Brian Pintado             | Atletiek      | 20 km snelwandelen (m)   | 1 augustus 2024  |
|          |                           |               |                          |                  |
| Zilver   | Álvaro Martín María Pérez | Atletiek      | snelwandel estafette (x) | 7 augustus 2024  |
| Zilver   | Lucía Yépez               | Worstelen     | Bantam -53 kg (v)        | 8 augustus 2024  |
|          |                           |               |                          |                  |
| Brons    | Angie Palacios            | Gewichtheffen | Lichtzwaar -71 kg (v)    | 9 augustus 2024  |
| Brons    | Neisi Dajomes             | Gewichtheffen | Zwaar -81 kg (v)         | 10 augustus 2024 |

## Aantal Deelnemers
Hieronder volgt een overzicht van de atleten die zich kwalificeerden voor de Olympische Zomerspelen van 2024.
| Sport            | Mannen | Vrouwen | Totaal |
| ---------------- | ------ | ------- | ------ |
| Atletiek         | 4      | 11      | 15     |
| Boksen           | 2      | 1       | 3      |
| Gewichtheffen    | 0      | 3       | 3      |
| Judo             | 0      | 1       | 1      |
| Moderne vijfkamp | 1      | 1       | 2      |
| Paardensport     | 3      | 0       | 3      |
| Schietsport      | 0      | 2       | 2      |
| Tafeltennis      | 1      | 0       | 1      |
| Triatlon         | 0      | 1       | 1      |
| Wielersport      | 2      | 0       | 2      |
| Worstelen        | 1      | 3       | 4      |
| Zwemmen          | 2      | 1       | 3      |
| Totaal           | 16     | 24      | 40     |

## Deelnemers en resultaten

### Atletiek

#### Loopnummers
Mannen
| atleet        | onderdeel         | series | series | herkansingen | herkansingen | halve finale | halve finale | finale  | finale |
| atleet        | onderdeel         | tijd   | rang   | tijd         | rang         | tijd         | rang         | tijd    | rang   |
| ------------- | ----------------- | ------ | ------ | ------------ | ------------ | ------------ | ------------ | ------- | ------ |
| David Hurtado | 20km snelwandelen | n.v.t. | n.v.t. | n.v.t.       | n.v.t.       | n.v.t.       | n.v.t.       | 1.20.30 | 15     |
| Brian Pintado | 20km snelwandelen | n.v.t. | n.v.t. | n.v.t.       | n.v.t.       | n.v.t.       | n.v.t.       | 1.18.55 | Goud   |
| Jordy Jiménez | 20km snelwandelen | n.v.t. | n.v.t. | n.v.t.       | n.v.t.       | n.v.t.       | n.v.t.       | 1.21.24 | 25     |

Vrouwen
| atlete              | onderdeel         | voorronde | voorronde | series | series | herkansingen   | herkansingen   | halve finale   | halve finale   | finale         | finale         |
| atlete              | onderdeel         | tijd      | rang      | tijd   | rang   | tijd           | rang           | tijd           | rang           | tijd           | rang           |
| ------------------- | ----------------- | --------- | --------- | ------ | ------ | -------------- | -------------- | -------------- | -------------- | -------------- | -------------- |
| Ángela Tenorio      | 100m              | bye       | bye       | 11,35  | 6      | n.v.t.         | n.v.t.         | niet geplaatst | niet geplaatst | niet geplaatst | niet geplaatst |
| Aimara Nazareno     | 200m              | n.v.t.    | n.v.t.    | 23,52  | 7 H    | 23,35          | 5              | niet geplaatst | niet geplaatst | niet geplaatst | niet geplaatst |
| Anahí Suárez        | 200m              | n.v.t.    | n.v.t.    | 23,33  | 5 H    | 23,54          | 5              | niet geplaatst | niet geplaatst | niet geplaatst | niet geplaatst |
| Nicole Caicedo      | 200m              | n.v.t.    | n.v.t.    | 23,18  | 4 H    | 23,04          | 3              | niet geplaatst | niet geplaatst | niet geplaatst | niet geplaatst |
| Nicole Caicedo      | 400m              | n.v.t.    | n.v.t.    | DSQ    | DSQ    | niet geplaatst | niet geplaatst | niet geplaatst | niet geplaatst | niet geplaatst | niet geplaatst |
| Maribel Caicedo     | 100m horden       | n.v.t.    | n.v.t.    | 13,05  | 8 H    | 12,83          | 2 Q            | 12,67          | 4              | niet geplaatst | niet geplaatst |
| Rosa Chacha         | marathon          | n.v.t.    | n.v.t.    | n.v.t. | n.v.t. | n.v.t.         | n.v.t.         | n.v.t.         | n.v.t.         | 2.42.14        | 73             |
| Mary Granja         | marathon          | n.v.t.    | n.v.t.    | n.v.t. | n.v.t. | n.v.t.         | n.v.t.         | n.v.t.         | n.v.t.         | 2.34.34        | 53             |
| Silvia Ortiz        | marathon          | n.v.t.    | n.v.t.    | n.v.t. | n.v.t. | n.v.t.         | n.v.t.         | n.v.t.         | n.v.t.         | 2.37.23        | 61             |
| Magaly Bonilla      | 20km snelwandelen | n.v.t.    | n.v.t.    | n.v.t. | n.v.t. | n.v.t.         | n.v.t.         | n.v.t.         | n.v.t.         | 1.30.33        | 19             |
| Glenda Morejón      | 20km snelwandelen | n.v.t.    | n.v.t.    | n.v.t. | n.v.t. | n.v.t.         | n.v.t.         | n.v.t.         | n.v.t.         | 1.27.37        | 6              |
| Paula Milena Torres | 20km snelwandelen | n.v.t.    | n.v.t.    | n.v.t. | n.v.t. | n.v.t.         | n.v.t.         | n.v.t.         | n.v.t.         | 1.28.48        | 9              |

Gemengd
| atleten                      | onderdeel             | finale  | finale |
| atleten                      | onderdeel             | tijd    | rang   |
| ---------------------------- | --------------------- | ------- | ------ |
| Brian Pintado Glenda Morejón | marathon snelwandelen | 2.51.22 | Zilver |

#### Technische nummers
Mannen
| atleet            | onderdeel    | kwalificaties | kwalificaties | finale         | finale         |
| atleet            | onderdeel    | afstand       | rang          | afstand        | rang           |
| ----------------- | ------------ | ------------- | ------------- | -------------- | -------------- |
| Juan José Caicedo | discuswerpen | 60,99 m       | 25            | niet geplaatst | niet geplaatst |

### Boksen
Mannen
| atleet                 | onderdeel         | eerste ronde         | tweede ronde         | kwartfinale             | halve finale         | finale               | rang           |
| atleet                 | onderdeel         | tegenstander uitslag | tegenstander uitslag | tegenstander uitslag    | tegenstander uitslag | tegenstander uitslag | rang           |
| ---------------------- | ----------------- | -------------------- | -------------------- | ----------------------- | -------------------- | -------------------- | -------------- |
| Jose Rodriguez Tenorio | weltergewicht     | bye                  | Dev V 2 - 3          | niet geplaatst          | niet geplaatst       | niet geplaatst       | niet geplaatst |
| Gerlon Congo           | superzwaargewicht | n.v.t.               | Teixeira W 3 - 2     | Aboudou Moindze V 1 - 4 | niet geplaatst       | niet geplaatst       | niet geplaatst |

Vrouwen
| atlete              | onderdeel    | eerste ronde         | tweede ronde         | kwartfinale          | halve finale         | finale               | rang           |
| atlete              | onderdeel    | tegenstander uitslag | tegenstander uitslag | tegenstander uitslag | tegenstander uitslag | tegenstander uitslag | rang           |
| ------------------- | ------------ | -------------------- | -------------------- | -------------------- | -------------------- | -------------------- | -------------- |
| María José Palacios | lichtgewicht | Alexiusson W 4 - 1   | McDonald W 5 - 0     | Wu S-y V 1 - 4       | niet geplaatst       | niet geplaatst       | niet geplaatst |

### Gewichtheffen
Vrouwen
| atleet         | onderdeel | trekken | trekken | stoten | stoten | totaal | rang  |
| atleet         | onderdeel | score   | rang    | score  | rang   | totaal | rang  |
| -------------- | --------- | ------- | ------- | ------ | ------ | ------ | ----- |
| Angie Palacios | -71 kg    | 116     | 2       | 140    | 3      | 256    | Brons |
| Neisi Dajomes  | -81 kg    | 122     | 1       | 145    | 5      | 267    | Brons |
| Lisseth Ayoví  | +81 kg    | 123     | 4       | 160    | 4      | 283    | 4     |

### Judo
Vrouwen
| atlete        | onderdeel | eerste ronde         | tweede ronde         | derde ronde          | kwartfinale          | halve finale         | herkansing           | finale / BM          | finale / BM    |
| atlete        | onderdeel | tegenstander uitslag | tegenstander uitslag | tegenstander uitslag | tegenstander uitslag | tegenstander uitslag | tegenstander uitslag | tegenstander uitslag | rang           |
| ------------- | --------- | -------------------- | -------------------- | -------------------- | -------------------- | -------------------- | -------------------- | -------------------- | -------------- |
| Vanessa Chalá | −78 kg    | n.v.t.               | Otgonbayar V 00 - 01 | niet geplaatst       | niet geplaatst       | niet geplaatst       | niet geplaatst       | niet geplaatst       | niet geplaatst |

### Moderne vijfkamp
| atleet        | onderdeel | onderdeel    | schermen (degen) | schermen (degen) | schermen (degen) | schermen (degen) | zwemmen (200 m vrije slag) | zwemmen (200 m vrije slag) | zwemmen (200 m vrije slag) | paardrijden (springen) | paardrijden (springen) | paardrijden (springen) | combinatie: schieten/lopen (10 m luchtpistool)/(3200 m) | combinatie: schieten/lopen (10 m luchtpistool)/(3200 m) | combinatie: schieten/lopen (10 m luchtpistool)/(3200 m) | totaal punten  | rang           |
| atleet        | onderdeel | onderdeel    | RR               | BR               | rang             | punten           | tijd                       | rang                       | punten                     | strafpunten            | rang                   | punten                 | tijd                                                    | rang                                                    | punten                                                  | totaal punten  | rang           |
| ------------- | --------- | ------------ | ---------------- | ---------------- | ---------------- | ---------------- | -------------------------- | -------------------------- | -------------------------- | ---------------------- | ---------------------- | ---------------------- | ------------------------------------------------------- | ------------------------------------------------------- | ------------------------------------------------------- | -------------- | -------------- |
| Andrés Torres | mannen    | halve finale | 16-19            | 2                | 22               | 207              | 1.59,70                    | 3                          | 311                        | 17                     | 15                     | 283                    | 11.29,63                                                | 18                                                      | 611                                                     | 17             | 1412           |
| Andrés Torres | mannen    | finale       | niet geplaatst   | niet geplaatst   | niet geplaatst   | niet geplaatst   | niet geplaatst             | niet geplaatst             | niet geplaatst             | niet geplaatst         | niet geplaatst         | niet geplaatst         | niet geplaatst                                          | niet geplaatst                                          | niet geplaatst                                          | niet geplaatst | niet geplaatst |
| Sol Naranjo   | vrouwen   | halve finale | 13-22            | 0                | 33               | 190              | 2.38,78                    | 18                         | 233                        | 7                      | 13                     | 293                    | 12.24,75                                                | 15                                                      | 556                                                     | 17             | 1272           |
| Sol Naranjo   | vrouwen   | finale       | niet geplaatst   | niet geplaatst   | niet geplaatst   | niet geplaatst   | niet geplaatst             | niet geplaatst             | niet geplaatst             | niet geplaatst         | niet geplaatst         | niet geplaatst         | niet geplaatst                                          | niet geplaatst                                          | niet geplaatst                                          | niet geplaatst | niet geplaatst |

### Paardensport

#### Dressuur
| ruiter             | paard              | onderdeel   | Grand Prix | Grand Prix | Grand Prix Special | Grand Prix Special | Grand Prix Freestyle | Grand Prix Freestyle | totaal         | totaal         |
| ruiter             | paard              | onderdeel   | score      | rang       | score              | rang               | technisch            | artistiek            | uitslag        | rang           |
| ------------------ | ------------------ | ----------- | ---------- | ---------- | ------------------ | ------------------ | -------------------- | -------------------- | -------------- | -------------- |
| Julio Mendoza Loor | Jewel's Goldstrike | individueel | 70,839     | 5          |                    |                    | niet geplaatst       | niet geplaatst       | niet geplaatst | niet geplaatst |

#### Eventing
| ruiter                  | paard           | onderdeel   | dressuur    | dressuur | cross-country | cross-country | cross-country | springen       | springen       | springen       | springen       | springen       | springen       | totaal         | totaal         |                |
| ruiter                  | paard           | onderdeel   | dressuur    | dressuur | cross-country | cross-country | cross-country | kwalificatie   | kwalificatie   | kwalificatie   | finale         | finale         | finale         | totaal         | totaal         |                |
| ruiter                  | paard           | onderdeel   | strafpunten | rang     | strafpunten   | totaal        | rang          | strafpunten    | totaal         | rang           | strafpunten    | totaal         | rang           | strafpunten    | rang           |                |
| ----------------------- | --------------- | ----------- | ----------- | -------- | ------------- | ------------- | ------------- | -------------- | -------------- | -------------- | -------------- | -------------- | -------------- | -------------- | -------------- | -------------- |
| Nicolas Wettstein       | Altier D'Aurois | individueel | 42,30       | 60       | 65,40         | 107,70        | 55            | 50,80          | 158,50         | 51             | niet geplaatst | niet geplaatst | niet geplaatst | 158,50         | 51             |                |
| Ronald Zabala Goetschel | Wundermaske     | individueel | 37,70       | 51       | EL            | EL            | EL            | niet geplaatst | niet geplaatst | niet geplaatst | niet geplaatst | niet geplaatst | niet geplaatst | niet geplaatst | niet geplaatst | niet geplaatst |

### Schietsport
Vrouwen
| atlete            | onderdeel         | kwalificaties | kwalificaties | finale         | finale         |
| atlete            | onderdeel         | punten        | rang          | punten         | rang           |
| ----------------- | ----------------- | ------------- | ------------- | -------------- | -------------- |
| Andrea Pérez Peña | 10 m luchtpistool | 569-16x       | 26            | niet geplaatst | niet geplaatst |
| Andrea Pérez Peña | 25 m pistool      | 583-19x       | 10            | niet geplaatst | niet geplaatst |
| Diana Durango     | 10 m luchtpistool | 558-9x        | 41            | niet geplaatst | niet geplaatst |
| Diana Durango     | 25 m pistool      | 581-22x       | 15            | niet geplaatst | niet geplaatst |

### Tafeltennis
Mannen
| atleet       | onderdeel | voorronde            | eerste ronde         | tweede ronde         | derde ronde          | kwartfinale          | halve finale         | finale / BM          | finale / BM    |
| atleet       | onderdeel | tegenstander uitslag | tegenstander uitslag | tegenstander uitslag | tegenstander uitslag | tegenstander uitslag | tegenstander uitslag | tegenstander uitslag | rang           |
| ------------ | --------- | -------------------- | -------------------- | -------------------- | -------------------- | -------------------- | -------------------- | -------------------- | -------------- |
| Alberto Miño | enkelspel | bye                  | Luu W 4 - 3          | Assar V 0 - 4        | niet geplaatst       | niet geplaatst       | niet geplaatst       | niet geplaatst       | niet geplaatst |

### Triatlon
Individueel
| Atleet          | Evenement | Zwemmen(1.5 km) | Rang 1 | Fietsen (40 km) | Rang 2 | Lopen(10 km) | Totaal Tijd | Ranking |
| --------------- | --------- | --------------- | ------ | --------------- | ------ | ------------ | ----------- | ------- |
| Elizabeth Bravo | Vrouwen   | 24.06           | 31     | 1.00.38         | 36     | 35.38        | 2.01.49     | 34      |

### Wielersport

#### BMX
Race
| atleet        | onderdeel     | kwartfinale | kwartfinale | last chance run | last chance run | halve finale | halve finale | finale         | finale         |
| atleet        | onderdeel     | punten      | rang        | tijd            | rang            | punten       | rang         | uitslag        | rang           |
| ------------- | ------------- | ----------- | ----------- | --------------- | --------------- | ------------ | ------------ | -------------- | -------------- |
| Alfredo Campo | race (mannen) | 8           | 7 Q         | bye             | bye             | 19           | 13           | niet geplaatst | niet geplaatst |

#### Wegwielrennen
Mannen
| atleet           | onderdeel    | tijd    | rang |
| ---------------- | ------------ | ------- | ---- |
| Jhonatan Narváez | wegwedstrijd | 6.26.57 | 45   |

### Worstelen

#### Grieks-Romeinse stijl
Mannen
| atleet         | onderdeel | eerste ronde         | kwartfinale          | halve finale         | herkansing           | finale / BM          | finale / BM    |
| atleet         | onderdeel | tegenstander uitslag | tegenstander uitslag | tegenstander uitslag | tegenstander uitslag | tegenstander uitslag | rang           |
| -------------- | --------- | -------------------- | -------------------- | -------------------- | -------------------- | -------------------- | -------------- |
| Andrés Montaño | −67 kg    | Galstyan V 2 - 3PP   | niet geplaatst       | niet geplaatst       | niet geplaatst       | niet geplaatst       | niet geplaatst |

#### Vrije stijl
Vrouwen
| atlete         | onderdeel | eerste ronde         | kwartfinale          | halve finale         | herkansing           | finale / BM          | finale / BM |
| atlete         | onderdeel | tegenstander uitslag | tegenstander uitslag | tegenstander uitslag | tegenstander uitslag | tegenstander uitslag | rang        |
| -------------- | --------- | -------------------- | -------------------- | -------------------- | -------------------- | -------------------- | ----------- |
| Lucía Yépez    | −53 kg    | Choe H-g W 7 - 4PP   | Ana W 7 - 0VT        | Wendle W 10 - 0ST    | bye                  | Fujinami V 0 - 10ST  | Zilver      |
| Luisa Valverde | −57 kg    | Russo W 6 - 0VT      | Sakurai V 0 - 11VT   | niet geplaatst       | Taylor V 0 - 13ST    | niet geplaatst       | =7          |
| Génesis Reasco | −76 kg    | Kagami V 0 - 2PO     | niet geplaatst       | niet geplaatst       | Adar Yiğit W 3 - 1PP | Rentería V 1 - 2PP   | =5          |

### Zwemmen
Mannen
| atleet          | onderdeel        | series  | series | halve finale   | halve finale   | finale         | finale         |
| atleet          | onderdeel        | tijd    | rang   | tijd           | rang           | tijd           | rang           |
| --------------- | ---------------- | ------- | ------ | -------------- | -------------- | -------------- | -------------- |
| Tomas Peribonio | 200 m wisselslag | 2.03,40 | 19     | niet geplaatst | niet geplaatst | niet geplaatst | niet geplaatst |
| David Farinango | 10km open water  | n.v.t.  | n.v.t. | n.v.t.         | n.v.t.         | 1.57.08,6      | 17             |

Vrouwen
| atleet         | onderdeel       | series | series | halve finale   | halve finale   | finale         | finale         |
| atleet         | onderdeel       | tijd   | rang   | tijd           | rang           | tijd           | rang           |
| -------------- | --------------- | ------ | ------ | -------------- | -------------- | -------------- | -------------- |
| Anicka Delgado | 50 m vrije slag | 25,43  | 26     | niet geplaatst | niet geplaatst | niet geplaatst | niet geplaatst |